# اس‌ام یوسی-۶۰
اس‌ام یوسی-۶۰ (به انگلیسی: SM UC-60) یک زیردریایی بود که طول آن ۱۶۵ فوت ۹ اینچ (۵۰٫۵۲ متر) بود. این زیردریایی در سال ۱۹۱۶ ساخته شد.